# Pelastoneurus ogojaensis
Pelastoneurus ogojaensis är en tvåvingeart som beskrevs av Vanschuytbroeck 1962. Pelastoneurus ogojaensis ingår i släktet Pelastoneurus och familjen styltflugor.
Artens utbredningsområde är Nigeria. Inga underarter finns listade i Catalogue of Life.